# Урут (река)
Урут — река в Лорийской области Армении, левый приток Дзорагета. Начинается с южных склонов центральной части Вирахайотского (Сомхетского) горного хребта, недалеко от перевала Гайли друнк (1700 м) и, протекая в 3,5 км к востоку от города Степанаван, впадает в реку Дзорагет. Длина составляет 20 км, площадь водосбора — 148 км². Протекает через Лорийское плато, вырезая каньон в 6 км в длину и 2080 м в ширину. От села Привольное долина реки расширяется. Среднегодовой расход составляет 1,07 м³/с. Воды используются для орошения сельскохозяйственных угодий.
Руины Лорийской крепости расположены в кратере Урут и Дзорагет. На реке сохранился Лорийский крепостной мост, построенный в XII—XIII веках.